# Музей вишитих ікон отця доктора Дмитра Блажейовського
Музей вишитих ікон отця доктора Дмитра Блажейовського — приватний музей у Львові. Містить вишивки ікон та хоругов роботи греко-католицького священика отця доктора Дмитра Блажейовського (1910—2011).
Музей відкрито 6 травня 1999. У доробку отця доктора Дмитра Блажейовського майже 250 ікон та хоругов.
Музей розташований у будинку 2а по проспекту Чорновола. Вхід до музею вільний.
Виставка автора побувала в 70 великих та малих містах України.

## Експозиція
Музей містить зокрема вишивки із зображеннями Ісуса Христа, Богородиці, одноосібних святих, дванадцять ікон празникового циклу, ікона Тайної Вечері, 6 страсних ікон, ікони апостолів, епізоди з Біблійної історії, портрети Шевченка, Франка, Лесі Українки і Маркіяна Шашкевича, Митрополита Андрея Шептицького та Патріарха УГКЦ Блаженнішого Кардинала Йосифа Сліпого, ряд жінок мучениць за Христову віру тощо.

## Публікації
Львівське видавництво «Апріорі», благодійний фонд ім. о. д-ра Дмитра Блажейовського та фундація «Андрей» випустили у світ церковний календар на 2014 рік. Його текст, документи та світлини присвячені 70-тій річниці від дня відходу у вічність митрополита Андрея (Шептицького). Крім документальних матеріалів, упорядники календаря (О. Гайова та М. Перун) залучили до нього численні кольорові світлини вишиваних ікон о. доктора Дмитра Блажейовського. Серед них — «Різдво Христове», «Стрітення Господнє», «Розп'яття Г. Н. І. Х.», «Воскресіння Христове», «Вознесіння Христове», «Пресвята Трійця», «Святі Володимир і Ольга», «Преображення Господнє», «Різдво Пресвятої Богородиці», «Покрова», «Св. свщмч. Йосафат (Кунцевич)», «Святий Миколай». Тут же подається стисла біографічна довідка про життя, працю і служіння греко-католицького священика, його науково-богословську та мистецьку (вишивання ікон) творчість.